# GCI
GCI (Ground-controlled intercept) は、各国の空軍が運用する地上要撃管制の略。各レーダーサイトにて監視される航跡情報を元に、バッジシステムと連動して要撃機パイロットなどに目標のコース及びスピード等戦術情報を提供する。

## 概要
1939年、バトル・オブ・ブリテンでイギリスのレーダーサイトと連動した要撃管制はその多くは急造であり、オペレーターと紙の地図に頼るものであった。同年、アメリカではハイランド空軍基地において、ラッシュアップレーダーネットワークのデモが行われ、第二次世界大戦中はこの2Dのオシロスコープによる要撃管制システムが使用、強化された。これはイギリスでもROTORとしてより強力なレーダーを導入された。
第二次世界大戦集結後、冷戦においてアメリカ軍とイギリス軍はソビエト連邦の核爆弾を搭載した爆撃機Tu-95の侵入を防ぐため、1958年にWhirlwindを使用した迎撃システムを構築した。しかし、弾道ミサイルの脅威に高まりから、弾道ミサイル早期警戒システムへと主軸を移したが、冷戦の集結によって脅威が去ると通常兵器でのレーダーや要撃管制組織への攻撃が懸念されたため、1983年に統合監視システムが開発された。
航空自衛隊は防空識別圏 (ADIZ) に接近する国籍不明機に対し、航空無線機の121.5MHz及び243MHzの国際緊急周波数を使用して無線警告を行い、領空侵犯の恐れがある場合は、戦闘機をスクランブル発進させ、さらにパトリオットミサイルを有する各高射群に戦術情報を伝達する。
専門の隊員が任務にあたり、この任に就くものは、要撃管制徽章を制服に装着する。近年業務の合理化により、レーダーサイトを遠隔操作できるようになった。通常業務として、自衛隊機のポジションレポート(位置通報)を当該機が所属する基地に昼夜を問わず中継する任務を担っている。